# مويسيس مونيوث
مويسيس مونيوث (بالإسبانية: Moisés Muñoz) (1 فبراير 1980 في المكسيك - ) هو لاعب كرة قدم مكسيكي في مركز حراسة المرمى. شارك مع منتخب المكسيك لكرة القدم. أما مع النوادي، فقد لعب مع أتلانتي إف سي ونادي أمريكا ونادي موريليا الرياضي.

## وصلات خارجية
- مويسيس مونيوث على موقع الاتحاد الدولي (مؤرشف)  (الإنجليزية)
- مويسيس مونيوث على موقع قاعدة بيانات كرة القدم.إي يو (الإنجليزية)
- مويسيس مونيوث على موقع ناشيونال فوتبول تيمز (الإنجليزية)
- مويسيس مونيوث على موقع Soccerway.com (الإنجليزية)
- مويسيس مونيوث على موقع AS.com (الإسبانية)